# Estero El Pangal
El estero El Pangal o río Manzano es un curso natural de agua que fluye en la Región de Valparaíso con dirección general de este a oeste para desembocar en el océano junto a la localidad de La Ballena.
En el mapa de la zona publicado por Luis Risopatrón, Boloña y Ossandon publicado en 1909 aparece bajo el nombre Estero Manzano, así mismo en OSM. Sin embargo, varias publicaciones estatales se refieren a él como "estero El Pangal".: 242 
Hans Niemeyer menciona una quebrada El Manzano de Guaquén como afluente derecho del estero Guaquén y también un estero Ballena ("cauce costero de breve desarrollo") ubicado al sur del estero Guaquén. Es decir una red hidráulica diferente a la que muestran los mapas.: 300 

## Trayecto
El Mapa del IGM lo muestra con el nombre estero Manzano.

## Caudal y régimen
El área aportante de su cuenca es de 35,7 km² y las precipitaciones anuales alcanzan en promedio 299 mm.: 20 